# Kaï Tomety
Kaï Tomety, née le 30 mars 1974 à Atakpamé est une entraîneure de football togolaise.  Elle dirige actuellement l'équipe nationale féminine de football du Togo,.

## Biographie
Kaï Tomety est devenue la première entraîneure à qualifier le Togo pour la Coupe d'Afrique des Nations féminine (Maroc 2022).
Kaï Tomety est enseignante à l'Institut National de la Jeunesse et des Sports de l'Université de Lomé (INJS-UL) où elle s'est spécialisée depuis 2009 en football, biomécanique, didactique et sport pour  développement. L'entraîneure, qui était directeur technique national adjoint chargé de la formation à la FTF depuis 2016, a été nommé un an plus tard sélectionneure de l'équipe nationale féminine de football du Togo (Eperviers Dames),. La même année, elle devient membre de Commission femme et sport du Comité national olympique togolais (CNOT).